# ستيف كارني
ستيف كارني (بالإنجليزية: Steve Carney)‏ هو لاعب كرة قدم بريطاني، ولد في 22 سبتمبر 1957 في North Tyneside ‏ في المملكة المتحدة، وتوفي في 6 مايو 2013 في نيوكاسل أبون تاين في المملكة المتحدة بسبب سرطان البنكرياس. لعب مع دارلينجتون إف سى ونادي روتشديل ونادي كارلايل يونايتد ونادي هارتلبول يونايتد ونيوكاسل يونايتد.